# О'Хигинс (регион)
О'Хигинс (на испански: Libertador General Bernardo O'Higgins) е един от 15-те региона на южноамериканската държава Чили. Регионът е разположен в централната част на страната на Тихия океан. Населението е 914 555 жители (по преброяване от април 2017 г.). Общата му площ – 16 387 км².